# クロベタゾール
クロベタゾールプロピオン酸エステル（Clobetasol propionate）は合成副腎皮質ホルモン外用剤の一つである。皮膚炎や乾癬等の皮膚疾患の治療に用いられる。ステロイド外用薬として使われ、日本での格付けで5段階中5のストロンゲスト。商品名デルモベートなど。剤形には軟膏、クリーム、ローションがある。効力が極めて強いので、大量または長期（2週間以上）にわたる広範囲の使用（特に密封包帯法（ODT））で全身性の副作用が発現することがある。免疫抑制効果があるので円形脱毛症、尋常性白斑、硬化性苔癬、扁平苔癬等の自己免疫疾患の治療にも使用される。

## 効能・効果
- 湿疹・皮膚炎群（進行性指掌角皮症、ビダール苔癬、日光皮膚炎を含む）
- 痒疹群（蕁麻疹様苔癬、ストロフルス、固定蕁麻疹を含む）
- 掌蹠膿疱症
- 乾癬
- 虫刺され
- 薬疹・中毒疹
- ジベル薔薇色粃糠疹
- 慢性円板状エリテマトーデス
- 扁平紅色苔癬
- 紅皮症
- 肥厚性瘢痕・ケロイド
- 肉芽腫症（サルコイドーシス、環状肉芽腫）
- アミロイド苔癬
- 天疱瘡群、類天疱瘡（ジューリング疱疹状皮膚炎を含む）
- 悪性リンパ腫（菌状息肉症を含む）
- 円形脱毛症（悪性を含む）

皮膚の急性・慢性GVHDの治療にも使用される。

## 副作用
外用剤ではあるが、添付文書には重大な副作用として眼圧亢進、緑内障、白内障が記載されている。これらは特に眼瞼皮膚への使用あるいは大量または長期にわたる広範囲の使用で発現し易いとされる。
その他にも皮膚真菌症（カンジダ症、白癬等）、皮膚細菌感染症（伝染性膿痂疹、毛嚢炎等）、稀に皮膚ウイルス感染症が発現するほか、長期連用で痤瘡様発疹、ステロイド皮膚（皮膚萎縮、毛細血管拡張、紫斑）、色素脱失、酒さ様皮膚炎・口囲皮膚炎、多毛、魚鱗癬様皮膚変化、一過性刺激感、乾燥が発現することがある。
吸収率の高い部位、頬、頭、首、陰部では長期連用しないよう注意し、顔へのベリーストロングのステロイドの使用は推奨されない。全米皮膚炎学会によれば、ステロイド外用薬離脱の危険性を医師と患者は知っておくべきで、強いステロイドの連用は2週間までとし、その後少しづつ漸減して減らしていくとした。

## 禁忌
- 細菌・真菌・スピロヘータ・ウイルス皮膚感染症および動物性皮膚疾患（疥癬・毛虱等）
- 過敏症の既往歴
- 鼓膜に穿孔のある湿疹性外耳道炎
- 潰瘍（除 ベーチェット病）、第2度深在性以上の熱傷・凍傷

ラットで催奇形性が認められているので、妊婦または妊娠している可能性のある婦人に対しては使用しないことが望ましいとされている。カリフォルニア州環境保護庁は、下記の様に警告している。
ラットに最大50mg/kg/日を経口投与した実験では、胚の再吸収数が増加し、最大用量では生存胎児数が減少することが明らかにされた。催奇形性：有（胎児の異常発生）。胎児危険度分類カテゴリーC（局所に使用した場合の催奇形性については実験されていないがクロベタゾールは経皮吸収される。ウサギおよびマウスに皮下投与した実験では、明確な催奇形性が見られた。プロピオン酸クロベタゾールは、より効果の弱い他のステロイドに比べて催奇形性が強い。妊婦を対象とした催奇形性試験は実施されていない。妊婦に対しては潜在的な利益が胎児への潜在的なリスクを上回る場合にのみ使用すべきである。）

## 違法使用
「皮炎霜」、「桃源クリーム/ローション」、「NOATOクリーム」、「漢方クリーム」等、“ステロイド不使用”を謳った外用剤からクロベタゾールプロピオン酸エステルが検出される事例が発生している。